# グレース・ホッパー賞
グレース・ホッパー賞（英語: Grace Murray Hopper Award）は、Association for Computing Machinery (ACM) が1971年から授与している賞。コンピュータの先駆者であるグレース・ホッパーの名を冠している。35歳以下のコンピュータの専門家を対象とし、技術的または業務的な重要な貢献をした者を表彰する。

## 受賞者
- 1971 ドナルド・クヌース - "The Art of Computer Programming" の第1巻刊行に対して
- 1972 Paul H. Dirksen, Paul H. Cress - WATFIV（ウォータールー大学版 FORTRAN IV）の開発
- 1973 Lawrence M. Breed, Richard H. Lathwell, Roger Moore - System/360用APLの開発
- 1974 George N. Baird - アメリカ海軍でのCOBOLコンパイラ検証システムの開発
- 1975 Allen L. Scherr - 定量的コンピュータ性能分析
- 1976 Edward H. Shortliffe - エキスパートシステム Mycin の開発
- 1977 受賞者なし
- 1978 レイ・カーツワイル - 文書読み上げシステムの開発
- 1979 スティーブ・ウォズニアック - Apple I および Apple II のハード/ソフト両面の開発を通したパーソナルコンピューティングへの貢献
- 1980 ロバート・メトカーフ - イーサネットの開発
- 1981 ダン・ブリックリン - VisiCalcの開発を通したパーソナルコンピューティングへの貢献
- 1982 Brian K. Reid - マークアップ言語 Scribe の設計を通した電子組版への貢献
- 1983 受賞者なし
- 1984 Daniel Henry Holmes Ingalls, Jr. - Smalltalkとそのグラフィックス機能の開発
- 1985 Cordell Green - 論理プログラミングの基礎確立
- 1986 ビル・ジョイ - Berkeley Software Distribution (BSD) の開発
- 1987 ジョン・オースターハウト - VLSI設計用CADシステム開発
- 1988 ガイ・スティール・ジュニア - 高階シンボリックプログラミングの開発（development of Higher Order Symbolic Programming）への広汎な貢献（general contributions）、主なものに、LISPにおけるレキシカルスコープ（lexical scoping）の進展[1]
- 1989 W. Daniel Hillis - 並列処理アルゴリズムとコネクションマシン開発
- 1990 リチャード・ストールマン - Emacsの開発[2]
- 1991 許峰雄 - チェスマシン（ディープ・ソート）のアーキテクチャとアルゴリズムへの貢献
- 1992 受賞者なし
- 1993 ビャーネ・ストロヴストルップ - プログラミング言語C++の基本設計
- 1994-1995 受賞者なし
- 1996 シャフィ・ゴールドワッサー - 確率的計算理論、計算数論、暗号理論への貢献
- 1997-1998 受賞者なし
- 1999 Wen-mei Hwu - IMPACT[3]コンパイラ基盤の開発
- 2000 Lydia Kavraki - 確率的ロードマップ技法の研究による経路計画分野への貢献
- 2001 George Necula - PCC (Proof Carrying Code) の概念と実装の研究を通したソフトウェアの安全性を確保する技法への貢献
- 2002 Ramakrishnan Srikant - データベースやデータマイニングで重要視されるようになってきたアソシエーション・ルール・マイニングの研究
- 2003 Stephen W. Keckler - 高性能プロセッサのためのテクノロジースケーリングの画期的な分析
- 2004 Jennifer Rexford[4] - グローバルな整合をとらなくとも安定で効率的なインターネットルーティングを保証するモデル、アルゴリズム、システム
- 2005 Omer Reingold[5] - 無向グラフのSTCON問題について、決定的な対数領域アルゴリズムを発見
- 2006 Dan Klein - 英語の文書を直接入力し、そこから高品質な文法を学習できるシステムの設計
- 2007 Vern Paxson - インターネットの測定と分析
- 2008 Dawson Engler - 自動プログラム検証とバグ検出に関する画期的な貢献
- 2009 Tim Roughgarden - 利己的集団間のネットワークルーティングの分析に計算機科学とゲーム理論を統合した形で応用
- 2010 Craig Gentry - 完全同型暗号方式により、データを復号することなく暗号化データに様々な計算を施せるようにしたこと
- 2011 ルイス・フォン・アン - 目的のためにマンマシンインタフェースの人間側を抑制する研究[6]
- 2012 Martin Casado, Dina Katabi - ネットワークの輻輳制御と帯域幅割り当ての理論と実践への貢献
- 2013 Pedro Felipe Felzenszwalb
- 2014 Sylvia Ratnasamy - 分散ハッシュテーブルの最初の効率的な設計への貢献
- 2015 Brent Waters
- 2016 Jeffrey Heer
- 2017 Amanda Randles
- 2018 Constantinos Daskalakis, Michael J. Freedman
- 2019 Maria Florina Balcan
- 2020 Shyamnath Gollakota
- 2021 Raluca Ada Popa
- 2022 Mohammad Alizadeh
- 2023 Prateek Mittal
- 2024 Ilias Diakonikolas